# If a Song Could Get Me You
If a Song Could Get Me You è un album di raccolta della cantante norvegese Marit Larsen, pubblicato nel 2009.

## Tracce
1. If a Song Could Get Me You – 3:22 (Marit Larsen, Kåre Vestrheim)
2. Don't Save Me – 3:48 (Larsen, Peter Zizzo)
3. This Is Me, This Is You – 4:07 (Larsen)
4. Under the Surface – 4:14 (Larsen)
5. Only a Fool – 4:06 (Larsen)
6. Solid Ground – 3:26 (Larsen)
7. Ten Steps – 3:31 (Larsen, Zizzo)
8. This Time Tomorrow – 3:20 (Larsen)
9. I've Heard Your Love Songs – 3:38 (Larsen)
10. The Chase – 3:33 (Larsen)
11. Is It Love – 4:51 (Larsen)
12. Steal My Heart – 3:48 (Larsen)
13. Poison Passion – 3:00 (Larsen)